# Shapinsay (Schiff)
Die Shapinsay ist eine Fähre der britischen Reederei Orkney Ferries.

## Geschichte
Die Fähre wurde unter der Baunummer 321 auf der Werft Yorkshire Dry Dock Co. in Kingston upon Hull gebaut und 1989 abgeliefert. Sie wird von Orkney Ferries zwischen Kirkwall auf der Hauptinsel Mainland und der namensgebenden Insel Shapinsay eingesetzt.
2011 wurde die Fähre verlängert und die Antriebsmotoren ersetzt, um sie noch weitere 10 bis 15 Jahre nutzen zu können.

## Technische Daten und Ausstattung
Die auf dem Prinzip eines Landungsbootes basierende Fähre wird von zwei Viertakt-Sechszylinder-Dieselmotoren des Motorenherstellers Volvo Penta angetrieben. Gebaut wurde die Fähre mit zwei Motoren mit jeweils 270 kW Leistung. Die Motoren wurden bei der Modernisierung der Fähre 2011 durch zwei Motoren mit jeweils 331 kW Leistung ersetzt. Die Motoren wirken auf zwei Propeller.
Die Fähre verfügt über ein offenes Ladungsdeck, das über eine herunterklappbare Bugrampe zugänglich ist. Im Heckbereich des Schiffes befinden sich die Decksaufbauten unter anderem mit einem Aufenthaltsraum für Passagiere und dem auf die Decksaufbauten aufgesetzten Steuerhaus. Hinter dem Steuerhaus befindet sich ein offenes Deck mit Sitzgelegenheiten für die Passagiere.
Die Fähre konnte zunächst 12 Pkw befördern. Durch die Verlängerung der Fähre vergrößerte sich die Kapazität auf 16 Pkw. Die Passagierkapazität ist mit 91 Personen angegeben. Die Fähre wird auch für den Viehtransport zwischen den Inseln eingesetzt.